# Girl Code
Girl Code è il primo album in studio del duo musicale statunitense City Girls, pubblicato il 16 novembre 2018 dalla Quality Control. È stato messo in commercio sei mesi dopo il loro mixtape Period di maggio, mentre il membro Jatavia Shakara "JT" Johnson è incarcerata.

## Antefatti
Le City Girls hanno pubblicato il loro mixtape Period nel maggio 2018; hanno ricevuto molta più attenzione dopo aver partecipato a singolo di Drake In My Feelings, che ha raggiunto il numero uno nella Billboard Hot 100 statunitense quell'estate. A giugno 2018, JT è stata condannata a due anni di carcere, per questo motivo, lei e Yung Miami hanno registrato la maggior parte dell’album e di Period durante le stesse sessioni di registrazioni in studio.

## Tracce
1. Intro (#FreeJT) – 3:04 (Kinta Cox, Diamond Smith, Zavier White)
2. On the Low – 2:33 (Jatavia Johnson, Darnell Matthew, Teiron Robinson)
3. Panties an Bra – 1:54 (Michael Clark, Johnson, Robinson)
4. Twerk (feat. Cardi B) – 2:46 (Rico Love, Belcalis Almanzar, Cecil Kirby, Darwin Turner, Caresha Brownlee, Johnson)
5. Season (feat. Lil Baby) – 3:22 (Marvin Beauville, Brownlee Johnson, Domonique Jones, Darnell Matthew, Esdras T. Thelusma)
6. Broke Boy – 2:08 (Beauville, Brownlee, Diego Iborra, Johnson, Esdras T. Thelusma)
7. Act Up – 2:38 (Isaac Earl Bynum, Johnson, Miles McCollum)
8. Clout Chasin' – 3:03 (Bynum, Johnson, McCollum)
9. Give It a Try (feat. Jacquees) – 2:38 (Johnson, Ronnie Duane Smith Jr., Matthew)
10. Drip – 2:32 (Benjamin Diehl, Christopher Fernandez, Johnson, Gamal Lewis, Tyronne Nelms)
11. What We Doin' – 2:23 (Ijah Jiru Cheatham-Stoute, Kinta Cox, Johnson)
12. Trap Star – 2:22 (Jahron Brathwaite, Daviar Daly, Johnson, Shane Lindstrom, Salvador Majail)
13. Swerve – 2:51 (Brownlee, Johnson, Nelms)

## Classifiche
| Classifica (2019) | Posizione massima |
| ----------------- | ----------------- |
| Stati Uniti       | 55                |